# Araceae
Козлаци (лат. Araceae) је еволуционо примитивна породица монокотиледоних скривеносеменица из реда Alismatales. Обухвата 106 родова са преко 4.000 врста, од којих се многе захваљујући великим листовима и занимљивим цвастима гаје као украсне, собне биљке.

## Филогенија и класификација породице
Породица се дели на седам потпородица, од којих је родовима и врстама најбројнија Aroideae. Најпримитивније потпородице су Gymnostachydoideae и Orontioideae. Од остатка породице морфолошки најудаљенија је потпородица Lemnoideae.
| потпородица -{Aroideae - Aglaodorum Schott - Aglaonema Schott - Alocasia (Schott) G. Don, nom. cons.}-, адам, ева - -{Amorphophallus Blume ex Decne., nom. cons. - Ambrosina Bassi - Anchomanes Schott - Anubias Schott - Aridarum Ridl. - Ariopsis Nimmo - Arisaema Mart. - Arisarum Mill. - Arophyton Jum. - Arum L.}-, козлац - -{Asterostigma Fisch. & C. A. Mey. - Biarum Schott, nom. cons. - Bognera Mayo & Nicolson - Bucephalandra Schott - Caladium Vent. - Callopsis Engl. - Carlephyton Jum. - Cercestis Schott - Chlorospatha Engl. - Colletogyne Buchet - Colocasia Schott, nom. cons.}-, таро - -{Cryptocoryne Fisch. ex Wydler - Culcasia P. Beauv., nom. cons. - Dieffenbachia Schott,}- дифенбахија - -{Dracunculus Mill. - Eminium (Blume) Schott - Filarum Nicolson - Furtadoa M. Hotta - Gearum N. E. Br. - Gonatopus Hook. f. ex Engl. - Gorgonidium Schott - Hapaline Schott, nom. cons. - Helicodiceros Schott, nom. cons. - Heteroaridarum M. Hotta - Homalomena Schott - Hottarum Bogner & Nicolson - Jasarum G. S. Bunting - Lagenandra Dalzell - Lazarum A. Hay - Mangonia Schott - Montrichardia Crueg., nom. cons. - Nephthytis Schott - Peltandra Raf., nom. cons. - Philodendron Schott, nom. cons.,}- филодендрон - -{Phymatarum M. Hotta - Pinellia Ten., nom. cons. - Piptospatha N. E. Br. - Pistia L.}-, водена салата - -{Protarum Engl. - Pseudodracontium N. E. Br. - Pseudohydrosme Engl. - Remusatia Schott - Sauromatum Schott - Scaphispatha Brongn. ex Schott - Schismatoglottis Zoll. & Moritzi - Spathantheum Schott - Spathicarpa Hook. - Steudnera K. Koch - Stylochaeton Lepr. - Synandrospadix Engl. - Syngonium Schott - Taccarum Brongn. ex Schott - Theriophonum Blume - Typhonium Schott - Typhonodorum Schott - Ulearum Engl. - Xanthosoma Schott}-, жутичарка - -{Zamioculcas Schott - Zantedeschia Spreng., nom. cons., кала - Zomicarpa Schott - Zomicarpella N. E. Br.}- | потпородица -{Calloideae - Calla L.}-, кала потпородица -{Gymnostachydoideae - Gymnostachys R. Br.}- потпородица -{Lasioideae - Anaphyllopsis A. Hay - Anaphyllum Schott - Cyrtosperma Griff. - Dracontioides Engl. - Dracontium L. - Lasia Lour. - Lasimorpha Schott - Podolasia N. E. Br. - Pycnospatha Thorel ex Gagnep. - Urospatha Schott}- потпородица -{Lemnoideae - Landoltia - Lemna,}- сочивица - -{Spirodela - Wolffia - Wolffiella}- потпородица -{Orontioideae - Lysichiton Schott}-, лажна кала - -{Orontium L. - Symplocarpus Salisb. ex W. P. C.}- потпородица племе -{Potheae - Anthurium Schott}-, фламинго - -{Pedicellarum M. Hotta - Pothoidium Schott - Pothos L.}- племе -{Monstereae - Alloschemone Schott - Amydrium Schott - Anadendrum Schott - Epipremnum Schott - Heteropsis Kunth - Holochlamys Engl. - Monstera Adans.}-, монстера - -{Rhaphidophora Hassk. - Rhodospatha Poepp. - Scindapsus Schott - Spathiphyllum Schott - Stenospermation Schott}- |